# Tengah Pisang
Tengah Pisang is een bestuurslaag in het regentschap Aceh Selatan van de provincie Atjeh, Indonesië. Tengah Pisang telt 378 inwoners (volkstelling 2010).